# Kabul
Kabul (perzsa nyelven: کابل) Afganisztán fővárosa és egyben legnépesebb városa, mely az ország keleti részén található. Gazdasági és kulturális centrum 1800 méter magasságban a tenger szintje felett, egy szűk völgyben, beékelődve a Hindukus hegyei és a Kabul folyó közé.
Egykor varázslatos kisváros volt, kertekkel, fákkal, furcsa bazárokkal, valamint csodálatos mecsetekkel és palotákkal; ma egy túlzsúfolt, poros nagyváros, ahol az utcák többnyire burkolatlanok, és ahol nagyon sokan élnek vezetékes víz, áram és szennyvízhálózat nélkül.

## Földrajz

### Éghajlat
Kabulra a félszáraz sztyepp klíma jellemző. Csapadék leginkább télen és a tavaszi hónapokban, eső formájában fordul elő, hóesés nem jellemző. A hőmérséklet viszonylag hűvös, nyáron nagyon alacsony páratartalom. A tél hideg, a januárban a napi átlaghőmérséklet −2,3 °C körüli. Az éves átlaghőmérséklet 12,1 °C.
| Hónap                         | Jan.  | Feb.  | Már.  | Ápr. | Máj. | Jún. | Júl. | Aug. | Szep. | Okt. | Nov. | Dec.  | Év    |
| ----------------------------- | ----- | ----- | ----- | ---- | ---- | ---- | ---- | ---- | ----- | ---- | ---- | ----- | ----- |
| Rekord max. hőmérséklet (°C)  | 18,8  | 18,4  | 26,7  | 28,7 | 33,5 | 36,8 | 37,7 | 37,3 | 35,1  | 31,6 | 24,4 | 20,4  | 37,7  |
| Átlagos max. hőmérséklet (°C) | 4,5   | 5,5   | 12,5  | 19,2 | 24,4 | 30,2 | 32,1 | 32,0 | 28,5  | 22,4 | 15,0 | 8,3   | 19,6  |
| Átlaghőmérséklet (°C)         | −2,3  | −0,7  | 6,3   | 12,8 | 17,3 | 22,8 | 25,0 | 24,1 | 19,7  | 13,1 | 5,9  | 0,6   | 12,1  |
| Átlagos min. hőmérséklet (°C) | −7,1  | −5,7  | 0,7   | 6,0  | 8,8  | 12,4 | 15,3 | 14,3 | 9,4   | 3,9  | −1,2 | −4,7  | 4,4   |
| Rekord min. hőmérséklet (°C)  | −25,5 | −24,8 | −12,6 | −2,1 | 0,4  | 3,1  | 7,5  | 6,0  | 1,0   | −0,3 | −9,4 | −18,4 | −25,5 |
| Átl. csapadékmennyiség (mm)   | 34    | 60    | 68    | 72   | 23   | 1    | 6    | 2    | 2     | 3    | 18   | 21    | 310   |
| Havi napsütéses órák száma    | 177   | 178   | 204   | 232  | 310  | 353  | 356  | 339  | 303   | 282  | 253  | 282   | 3269  |
| Forrás: Hong Kong Observatory |       |       |       |      |      |      |      |      |       |      |      |       |       |

## Történelem

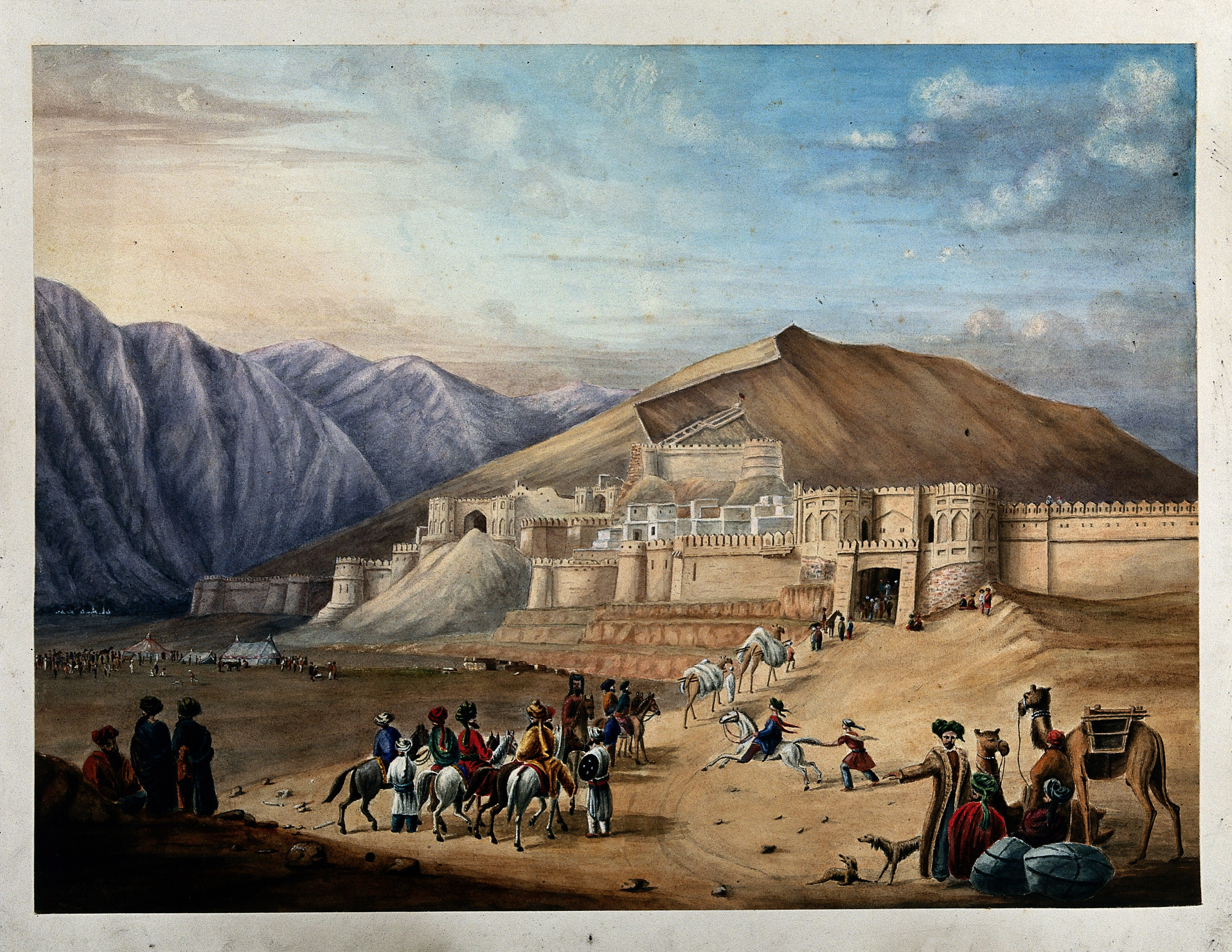
Kabul ősi fellegvára Bala Hissar a középkorban

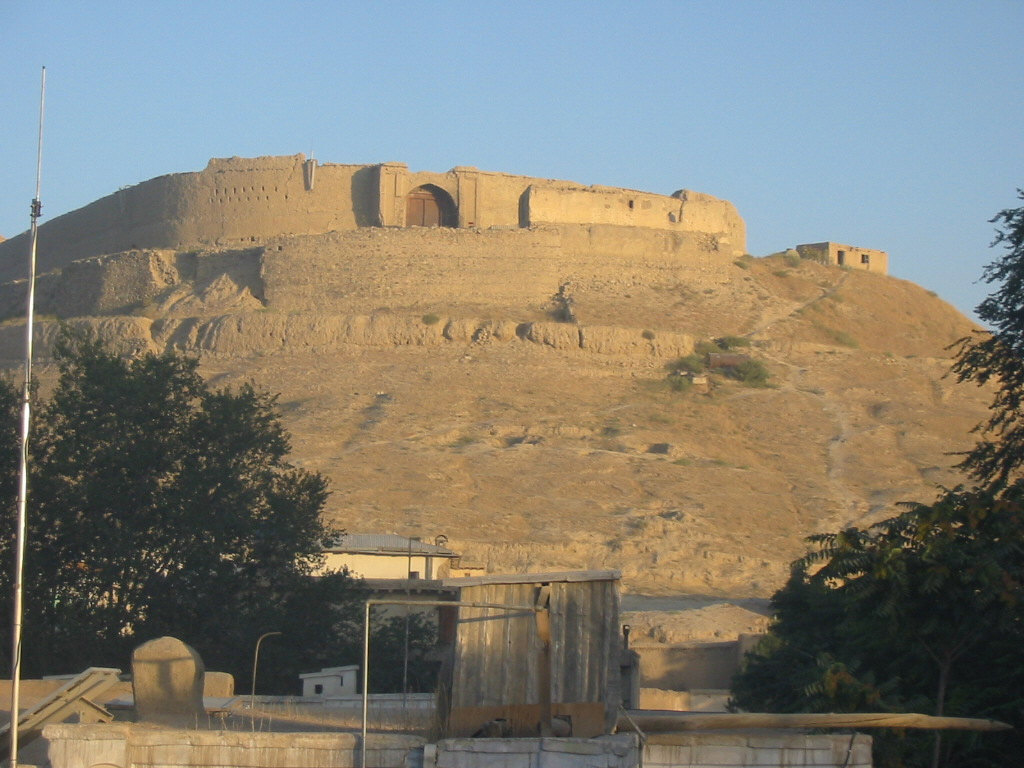
Bala Hissar napjainkban

Kabul városát időszámításunk előtt 2000-1500 között alapították. Első említését az óindiai szent könyvben (Rigvéda) találjuk, ahol még Kubhnak hívták. Sok birodalom harcolt ezért a stratégiai, hadászati területért a déli és a közép-ázsiai kereskedelmi útvonalak mentén.
1504-ben Bábur foglalta el a várost, majd használta főhadiszállásaként 1526-ig, mielőtt meghódította volna Indiát. 1776-ban Timur Shah Durrani tette a modern Afganisztán fővárosává.
A 19. század elején a britek foglalták el a várost.
1979-ben a szovjetek szállták meg az ország többi részével együtt, de az 1988-as genfi egyezmény aláírása után távoztak. Az 1990-es években a polgárháború megsemmisítette a város nagy részét, és sok áldozatot követelt.
A 21. században a várost 2001-től 2021-ig a NATO-erők koalíciója vonta ellenőrzése alá, majd a 2021 augusztusi csapatkivonások után az afganisztáni tálib fegyveres erők vették át a hatalmat.

## Demográfia
Kabul lakosságát 2020-ban 4,6 millióra becsülték, de a népesség régóta ingadozik a folyamatos háborúk miatt.
A pastu és tádzsik etnikumok alkotják a lakosság többségét a városban, de jelentős népessége van a hazara, üzbég, türkmén, tatár és más etnikumoknak is.
A népesség túlsúlyban dari nyelvű.
A város lakosságának mintegy kétharmada követi a szunnita iszlámot, míg egyharmada síita. A népesség 2%-a szikhizmus és a hinduizmus követője, valamint van egy kevés keresztény is.

## Gazdaság
Kabul fő termékei a szőnyegek, bőr- és juhbőrből készült termékek, bútorok és a ruházat. Jelentősebb még az élelmiszeripar.
A város legnagyobb ipari központja a 9. kerületben található, a Kabul folyó északi partján és a repülőtér közelében.

## Kultúra, oktatás

### Média
Kabulban az alábbi televíziótársaságok működnek:
- Aina TV
- Ariana TV
- Lamar TV
- Shamshad TV
- Tolo TV
- Afghanistan National TV

## Közlekedés

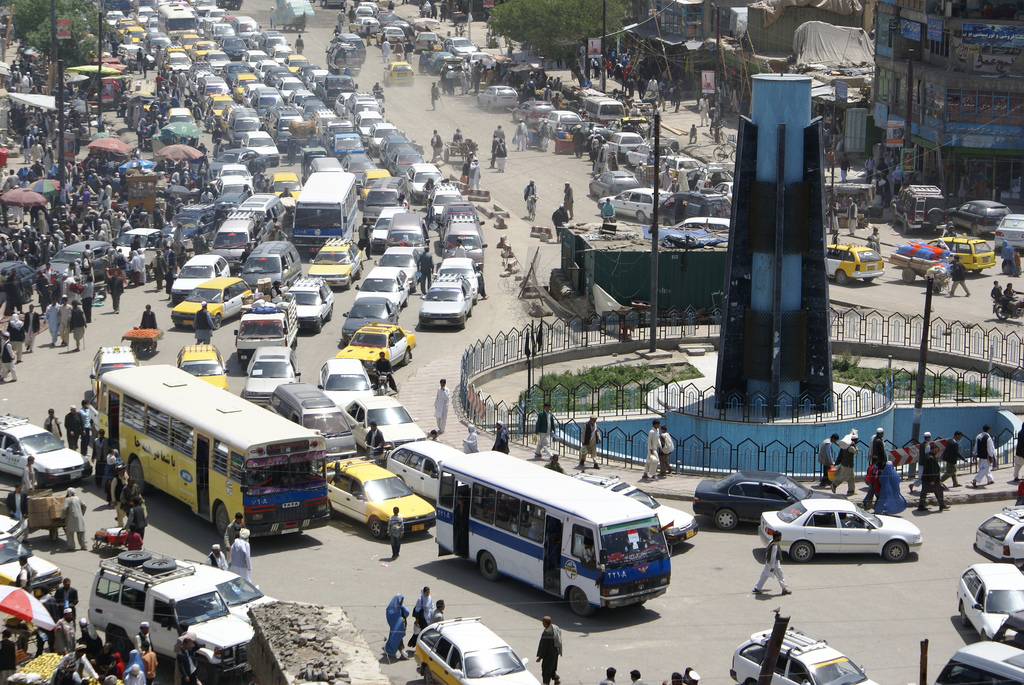
Kabul 2013-ban

Kabul Afganisztán legjelentősebb közlekedési csomópontja, több főútvonal is innen érkezik. Itt található a Kabuli nemzetközi repülőtér.
Kabul egy hosszú, kör alakú autópályán keresztül kapcsolódik össze Ghazni, Kandahár, Herát és Mazar-e Sharif városával. Így érhető el keleti és délkeleti irányban Pakisztán, észak felé pedig Tádzsikisztán is.

## Testvértelepülések
- Dubaj, Egyesült Arab Emírségek
- Isztambul, Törökország
- Kazany, Oroszország
- Saskatoon, Kanada

## Galéria

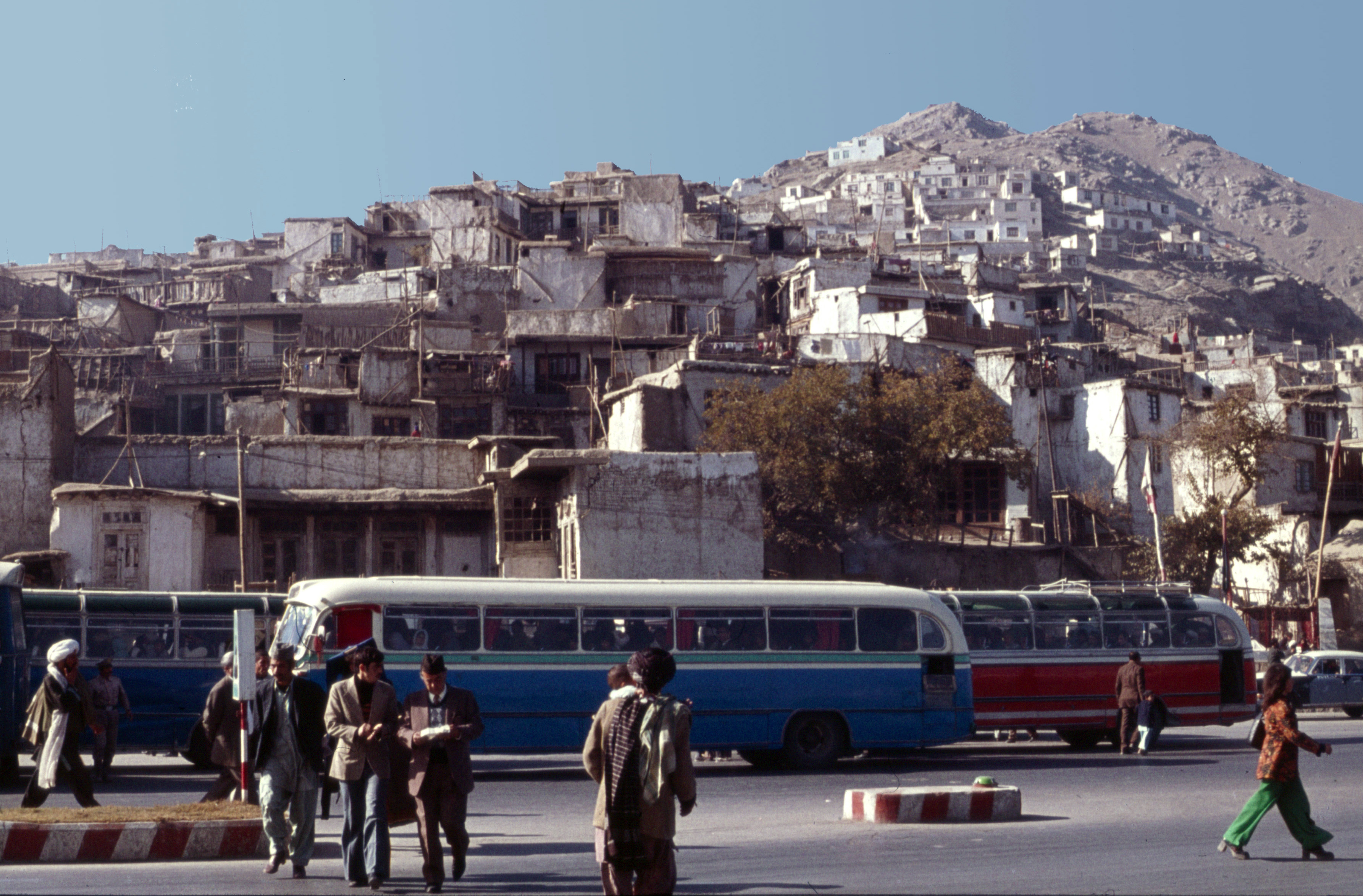
Városkép 1976-ban
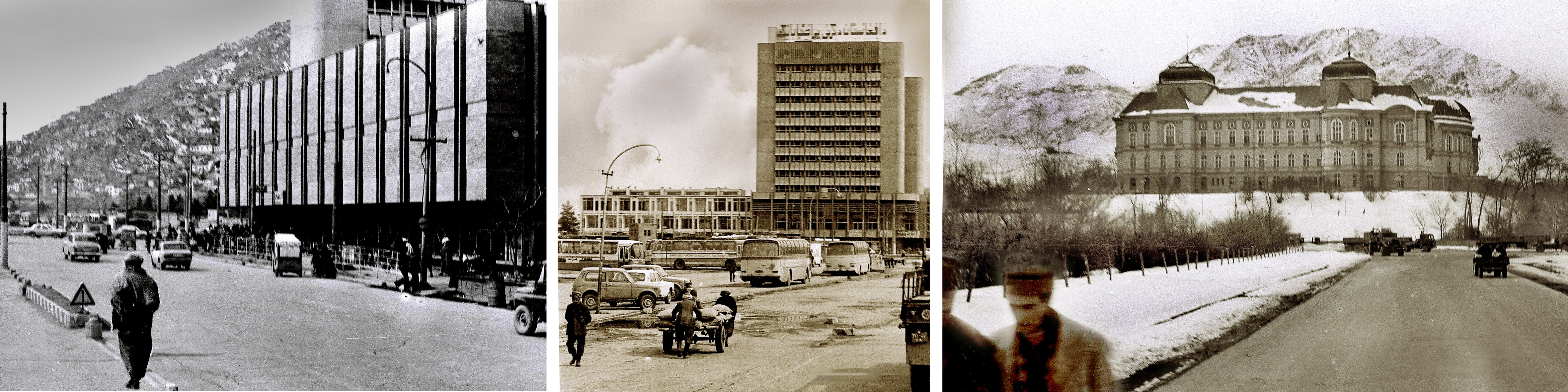
Kabul 1982-ben, a szovjet inváziót követően
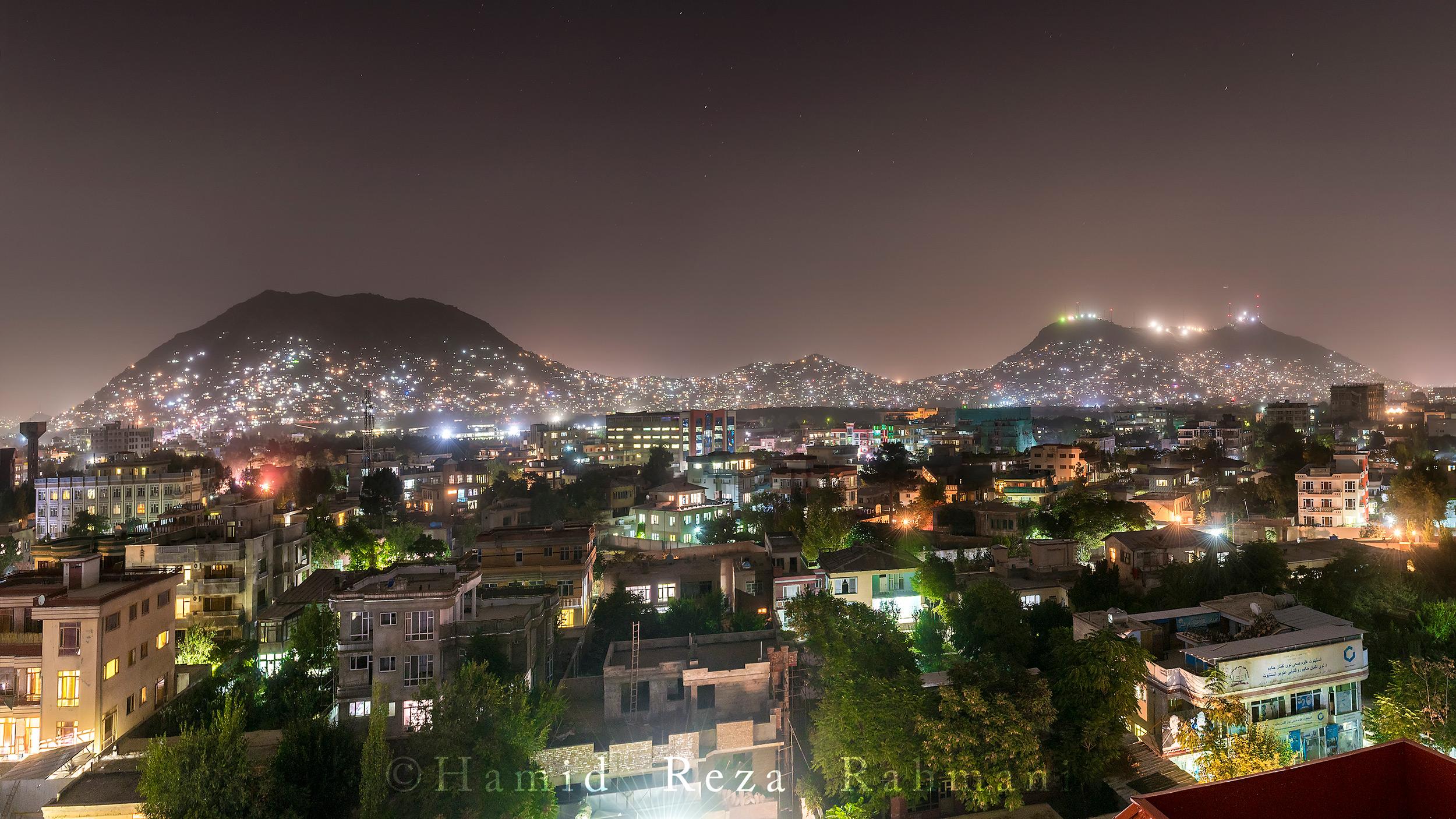
Éjjeli városkép (2016)
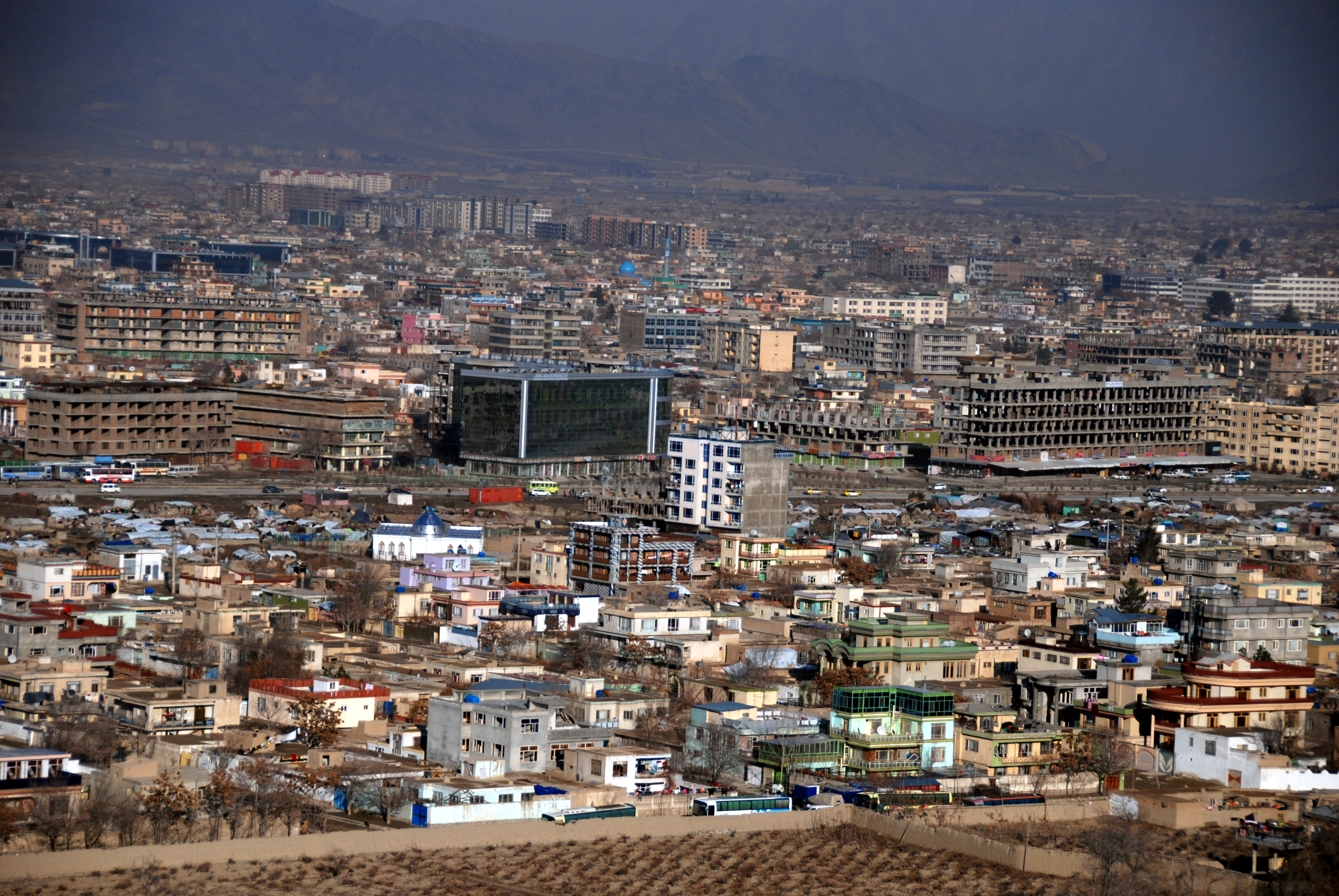
Városkép
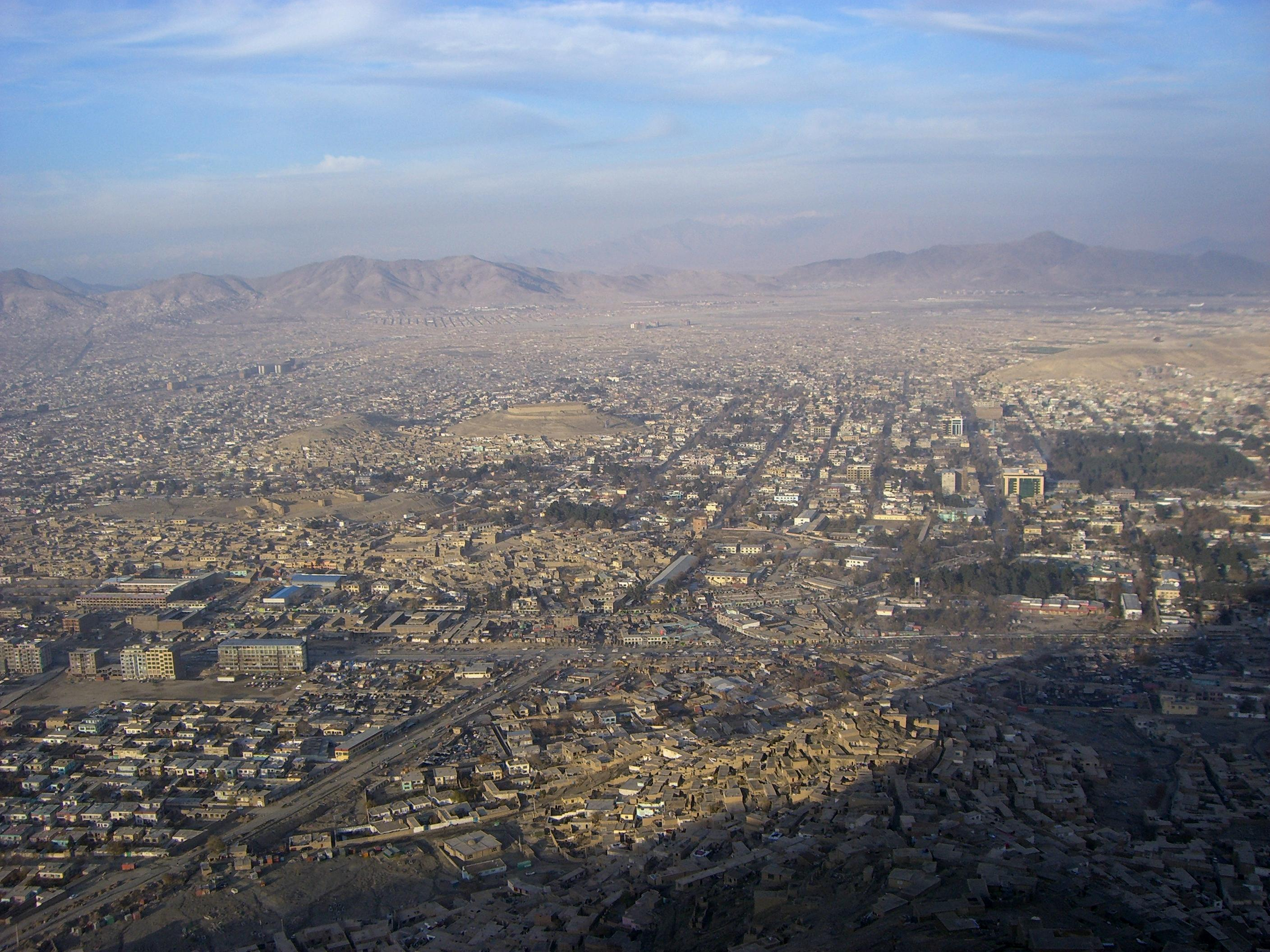
A város a magasból
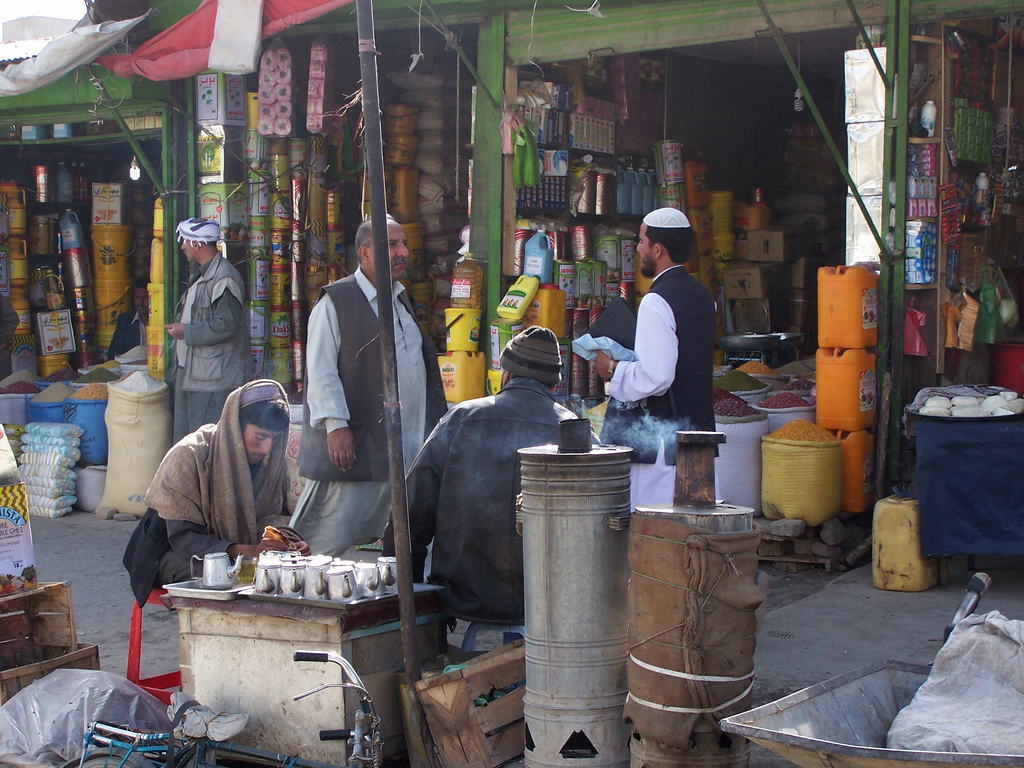
A kabuli bazárban
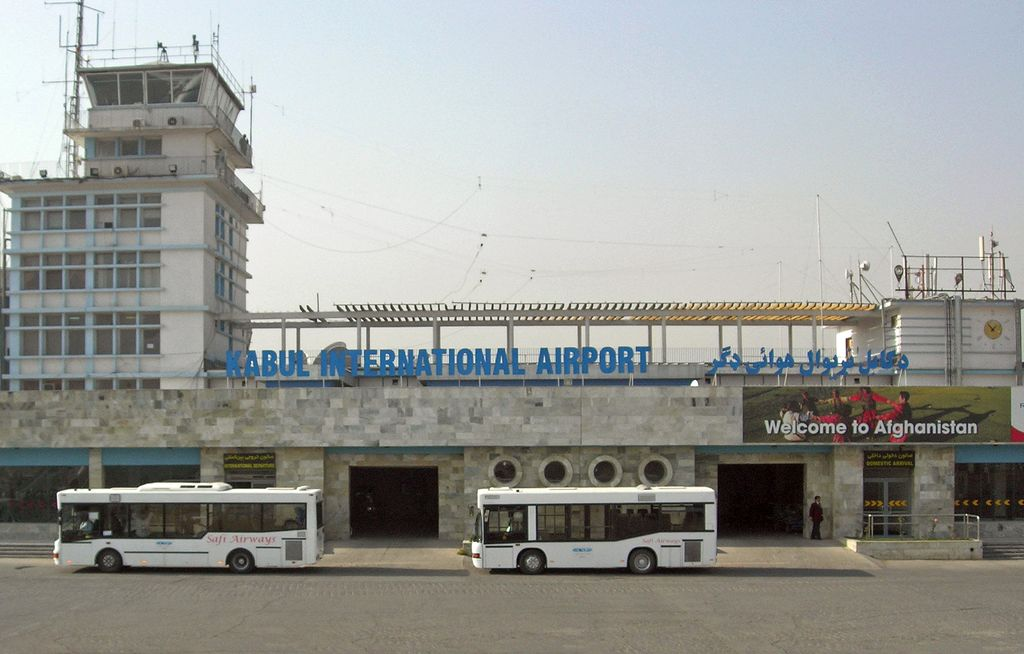
A Kabuli nemzetközi repülőtér épülete